# Vibrante múltipla retroflexa

A vibrante múltipla retroflexa é um som que foi relatado em Toda e confirmado com medições laboratoriais. Peter Ladefoged o transcreve com o símbolo IPA que normalmente está associado à aba retroflexa, ⟨ɽ⟩. Embora a língua comece em uma posição retroflexa subapical, a vibração envolve a ponta da língua e faz com que ela avance para a crista alveolar. Assim, o trinado retroflexo dá uma coloração retroflexa de vogal precedente, como outras consoantes retroflexas, mas a vibração em si não é muito diferente de um trinado alveolar. Assim, a transcrição mais estreita ⟨ɽr⟩ também é apropriada.
Wahgi tem um alofone vibrante semelhante em sua aba lateral, [̥r̥], mas não tem voz.

Wintu e Lardil são outras línguas com um trinado retroflexo relatado (apico-) onde o ápice da língua "se aproxima" do palato duro, mas não é subapical, ao contrário de Toda. O trinado possui um alofone retalho retroflexo que ocorre entre as vogais.

Foi relatado que várias línguas têm africadas retroflexas vibrantes, como [ɳɖ͡ɽ̝] e [ʈ͡ɽ̝̊], incluindo mapudungun, malgaxe e fijiano. No entanto, a articulação exata raramente fica clara nas descrições.
Em Fijiano, por exemplo, investigações posteriores revelaram que o som (escrito ⟨dr⟩) raramente é vibrado, mas geralmente é percebido como uma parada pós-alveolar [n̠d̠]. No Mapudungun, o som (tr escrito) é fortemente retroflexo, fazendo com que /l/ e /r/ seguindo a vogal subsequente também se tornem retroflexos. O dialeto do sul varia entre /ʈɽ/ e /ʈʂ/, mas não está claro se a letra ⟨ɽ⟩ representa um trinado ou uma fricativa não sibilante.

## Características
- Sua forma de articulação é o trinado ou vibrante múltipla, o que significa que é produzida pelo direcionamento do ar sobre um articulador para que vibre.[1]
- Seu local de articulação é retroflexo, o que significa prototipicamente que ele está articulado subapical (com a ponta da língua enrolada para cima), mas de forma mais geral, significa que é pós-alveolar sem ser palatalizado. Ou seja, além da articulação subapical prototípica, o contato da língua pode ser apical (pontiagudo) ou laminal (plano). Sua fonação é surda, o que significa que é produzida sem vibrações das cordas vocais.[1]
- É uma consoante oral, o que significa que o ar só pode escapar pela boca.[1]
- É uma consoante central, o que significa que é produzida direcionando o fluxo de ar ao longo do centro da língua, em vez de para os lados.[1]
- O mecanismo da corrente de ar é pulmonar, o que significa que é articulado empurrando o ar apenas com os pulmões e o diafragma, como na maioria dos sons.[1]

## Ocorrência
| Língua     | Língua            | Palavra                | AFI                    | Significado          | Notas |
| ---------- | ----------------- | ---------------------- | ---------------------- | -------------------- | --- |
| Neerlandês | Brabante do norte | riem                   | [ɽrim]                 | Cinto                | Uma variante rara de /r/, que ocorre quase exclusivamente no início da palavra. Realização de /r/ varia consideravelmente dependendo do dialeto. |
| Neerlandês | Holanda do norte  | riem                   | [ɽrim]                 | Cinto                | Uma variante rara de /r/, que ocorre quase exclusivamente no início da palavra. Realização de /r/ varia consideravelmente dependendo do dialeto. |
| Toda       | Toda              | [kaɽr]                 | [kaɽr]                 | Curral para bezerros | Subapical. Toda contrasta com trinados alveolares frontais simples e palatalizados, alveolares e retroflexos.                                    |
| Wintu      | Wintu             | [ exemplo necessário ] | [ exemplo necessário ] |                      | Apical |